# Харбах, Отто
О́тто А́бельс Ха́рбах (англ. Otto Abels Harbach, 1873 – 1963) — американский поэт и либреттист, автор текстов популярных песен и спектаклей. Почётный член АСКАП (1914), выступал в качестве его директора (1920—1963), вице-президента (1936—1940), и, наконец, президента (1950—1953). Занесен в «Зал славы авторов песен».

## Биография
Родился в 1873 году в Солт-Лейк-Сити (штат Юта, США) в семье иммигранта из Дании Адольфа Кристиансена. Вскоре после иммиграции родители изменили свою фамилию на название своей фермы «Ауэрбах» (Hauerbach), такая практика была обычной в то время. Позднее (1917 год) Отто Ауэрбах, под влиянием антигерманских настроений в США в период войны, сократил свою фамилию до «Харбах» (Harbach).
В 1895 году окончил колледж в Иллинойсе, где подружился с Карлом Сандбергом. Затем поступил в Колумбийский университет в Нью-Йорке с целью стать профессором английского языка. Испытывая финансовые трудности, в начале 1900-х годов Харбах работал газетным репортёром, в различных рекламных агентствах, в страховой фирме.
В 1902 году Харбах увлёкся театром и написал (вместе с другом Карлом Хошна) комическую оперу, но ни один продюсер не проявил к ней интереса. Только в 1908 году их первая музыкальная комедия, «Трое близнецов» (Three Twins) была поставлена и хорошо принята публикой (288 представлений). К моменту неожиданной смерти Хошна в 1911 году (в возрасте всего 34 лет) Харбах уже получил известность как либреттист, и ему заказали либретто для первой оперетты ещё малоизвестного композитора Рудольфа Фримля «Светлячок». Оперетта имела триумфальный успех, за ней последовали ещё одиннадцать мюзиклов с либретто Харбаха, в том числе всемирно популярная «Роз-Мари» (совместно с Оскаром Хаммерстайном II).
Кроме Фримля, Харбах сотрудничал как поэт и либреттист с такими композиторами, как Джером Керн, Джордж Гершвин, Зигмунд Ромберг. Скончался в 1963 году в Нью-Йорке.

## Творчество

### Известные песни
Харбах был автором текстов для многих песен, в том числе:
- «Allah’s Holiday»
- «Cuddle up a Little Closer, Lovey Mine»
- "Every Little Movement (Has a Meaning All Its Own)
- «Giannina Mia»
- «Going Up»
- «I Won’t Dance»
- «If You Look in Her Eyes»
- «Indian Love Call»
- «Love Is Like a Firefly»
- «One Alone»
- «Rackety Coo»
- «She Didn’t Say Yes»
- «Дым» ((«Smoke Gets in Your Eyes»)
- «Something Seems Tingle-Ingling»
- «Sympathy»
- «The Night Was Made For Love»
- «The Tickle Toe»
- «Yesterdays»
- «Who?» (из бродвейского мюзикла «Sunny» 1925 года)

### Оперетты и мюзиклы
- 1907: Three Twins (композитор: Карл Хошна)
- 1909: Bright Eyes (композитор: К. Хошна)
- 1910: Madame Sherry (композитор: К. Хошна)
- 1911: Dr. De Luxe (композитор: К. Хошна)
- 1911: The Girl of My Dreams (композитор: К. Хошна)
- 1911: The Fascinating Widow (композитор: К. Хошна)
- 1912: The Firefly (композитор: Рудольф Фримль)
- 1913: High Jinks (композитор: Р. Фримль)
- 1914: The Crinoline Girl (композитор: Percy Wenrich), стихи: Julian Eltinge) — book only
- 1914: Suzi (композитор: Aladar Renyi)
- 1915: Katinka (композитор: Р. Фримль)
- 1916: The Silent Witness (пьеса Харбаха)
- 1916: A Pair of Queens (пьеса Харбаха, A. Seymour Brown и Harry Lewis)
- 1917: You’re in Love (композитор: Р. Фримль)
- 1917: Miss 1917 (ревю)
- 1917: Kitty Darlin' (композитор: Р. Фримль)
- 1918: Going Up (композитор: Луис Хирш)
- 1919: Up in Mabel’s Room, play, written with Wilson Collison
- 1919: Tumble In (композитор: Р. Фримль)
- 1919: The Little Whopper (композитор: Р. Фримль, стихи: Харбах и Bide Dudley)
- 1920: No More Blondes (пьеса Харбаха)
- 1920: Mary (композитор: Л. Хирш)
- 1920: Jimmie (композитор: Герберт Стотхарт, стихи: О. Хаммерстайн II)
- 1920: Tickle Me (композитор: Г. Стотхарт, стихи: О. Хаммерстайн II)
- 1921: June Love (композитор: Р. Фримль, стихи: Брайан Хукер, book Harbach and William H. Post)
- 1921: The O’Brien Girl (композитор: Р. Фримль, стихи: Frank Mandel, and book Harbach and Mandel)
- 1922: The Blue Kitten (композитор: Р. Фримль, стихи: and book by Harbach and William Carey Duncan)
- 1922: Molly Darling (композитор: Том Джонстоун, стихи: Phil Cook, book by Harbach and Williams)
- 1923: Wildflower (композиторы: Youmans и Г. Стотхарт, стихи: О. Хаммерстайн II)
- 1923: Jack and Jill (композитор: Г. Стотхарт)
- 1923: Kid Boots (композитор: Harry Tierney, стихи: Joseph McCarthy)
- 1923: No, No, Nanette (композитор: Vincent Youmans, стихи: Irving Caesar)
- 1924: Rose-Marie (композитор: Р. Фримль, стихи: О. Хаммерстайн II)
- 1925: Song of the Flame (композитор: Джордж Гершвин и Г. Стотхарт, стихи: О. Хаммерстайн II)
- 1925: Sunny (композитор: Дж. Керн, стихи: О. Хаммерстайн II)
- 1926: Criss Cross (композитор: Дж. Керн)
- 1926: The Wild Rose (композитор: Р. Фримль)
- 1926: The Desert Song (композитор: Ромберг)
- 1927: Golden Dawn (композитор: Имре Кальман и Г. Стотхарт)
- 1927: Lucky (композитор: Дж. Керн)
- 1928: Good Boy (композитор: Г. Стотхарт, стихи: Bert Kalmar и Гарри Руби)
- 1930: Nina Rosa (композитор: Ромберг, стихи: Irving Caesar)
- 1930: Ballyhoo of 1930, featured lyricist
- 1931: The Cat and the Fiddle (композитор: Дж. Керн)
- 1933: Roberta (композитор: Дж. Керн)
- 1936: Forbidden Melody (композитор: Ромберг)
- 1938: Gentlemen Unafraid (композитор: Дж. Керн, стихи: О. Хаммерстайн II)

## Кинофильмы
Харбах участвовал в создании 31 фильма, см. на сайте Кинопоиск.